# Gottmer
De Gottmer Uitgevers Groep is een uitgeverij, gevestigd in Haarlem.

## Geschiedenis
Uitgeverij J.H. Gottmer is opgericht in 1938. De stichter was Johannes Hendricus Gottmer (1902-1974). Een bekende uitgave uit de begintijd was De goede aarde van Pearl S. Buck. In de jaren vijftig specialiseerde Gottmer zich in katholieke uitgaven. Daaronder was het Breviarum Romanum, een Latijns gebedenboek voor priesters, dat hij uitgaf met speciale toestemming van Paus Pius XII. Daarnaast publiceerde hij streekromans (van onder anderen Margreet van Hoorn en Toon Kortooms), boeken over muziek en kinderboeken. Na het Tweede Vaticaans Concilie in de vroege jaren zestig verdween de behoefte aan gebedenboeken en stopte Gottmer met het katholieke fonds.
In 1969 publiceerde Gottmer de Nederlandse editie van het prentenboek Rupsje Nooitgenoeg. In hetzelfde jaar kwam de eerste reisgids van Jo Dominicus op de markt. Door een reeks overnames, waarvan die van uitgeverij H.J.W. Becht in 1986 de belangrijkste was, verkreeg Gottmer een breder uitgavenpakket.
Tussen 1950 en 2002 was Gottmer gevestigd in Bloemendaal. In 2002 verhuisde de uitgeverij terug naar Haarlem. Gottmer is inmiddels geen familiebedrijf meer; in 1995 nam Hens Gottmer, het laatste lid van de familie Gottmer dat nog bij het bedrijf betrokken was, afscheid.
Een deel van het fonds van de voormalige uitgeverij H.J.W. Becht, zoals de boeken op de terreinen spiritualiteit en lifestyle, verschijnt nog steeds onder de imprint van Becht.

## Fonds
Het fonds bestaat vooral uit:
- Jeugdliteratuur. Bekende kinderboekenseries zijn Broederband, De Grijze Jager en Dikkie Dik.
- Spirituele boeken
- Boeken over watersport
- Reisboeken. Gottmer geeft de reeks Dominicus reisgidsen uit, in 1969 begonnen door Jo Dominicus
- Boeken over ‘lifestyle’ met uitgaven over onder andere voeding, etiquette en hobby's

## J.H. Gottmerprijs
Ter nagedachtenis van de oprichter van de uitgeverij werd in 1975 de J.H. Gottmerprijs ingesteld. Deze prijs werd tweejaarlijks toegekend aan een persoon of organisatie die een belangrijke bijdrage levert aan de bevordering en het stimuleren van het lezen.

### Gelauwerden
- 1975: Provinciale Bibliotheekcentrale Noord-Holland (voor een samenwerkingsproject)
- 1977: Gerrit Luidinga, voor zijn schoolboekwinkel[2]
- 1979: NCRV-radioprogramma Literama[3]
- 1981: Heleen Kernkamp-Biegel, voor haar inzet om boeken toegankelijk te maken voor moeilijk lezenden[4]
- 1983: Guillaume en Rietje Nivard van de Amsterdamse Kinderboekwinkel[5]
- 1987/88: Stichting Schrijvers-School-Samenleving te Amsterdam[6][7]
- 1991: Stichting samen wonen en samen leven in Rotterdam[8]